# Déclaration d'indépendance de l'Ukraine (1941)
Pour les articles homonymes, voir Déclaration d'indépendance de l'Ukraine.
L’indépendance de l'Ukraine (aussi l'Acte de restauration de l'État ukrainien) fut proclamée le 30 juin 1941 à Lviv par l'Organisation des nationalistes ukrainiens (OUN) sous la direction de Stepan Bandera. Le Premier ministre était Yaroslav Stetsko, et le président du conseil des Anciens Kost Levytsky.
L'OUN profitait du retrait des forces soviétiques pour faire valoir ses objectifs.
Certains membres de l'OUN estimaient qu'ils avaient trouvé un nouvel allié puissant avec l'Allemagne pour les aider dans leur lutte contre l'Union soviétique. Quelques jours après l'invasion allemande à Lviv, cependant, la direction du nouveau gouvernement était déjà arrêtée et envoyée dans un camp de concentration en Allemagne. Dans les deux ans qui suivirent cette déclaration, 80 % des dirigeants de l'OUN-B furent arrêtés et emprisonnés ou exécutés par les autorités allemandes.

## Contexte

### Le territoire de l'Ukraine entre les deux guerres mondiales

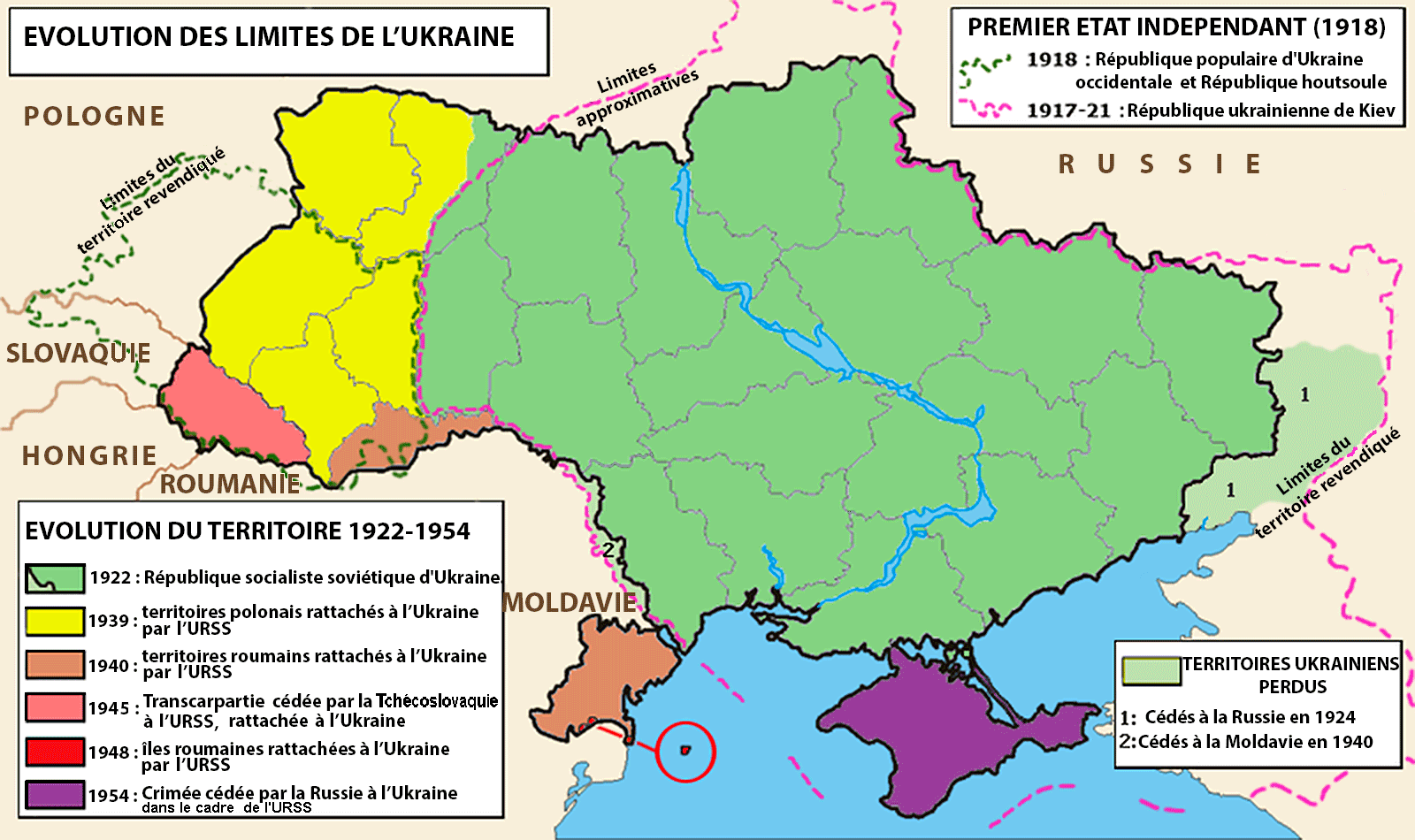
Évolution territoriale de l’Ukraine. Une partie des territoires polonais annexés par l'Union soviétique en 1939 est administrée par l'Ukraine.

Après la Première Guerre mondiale et la chute de l'empire russe, l'Ukraine (telle que définie plus tard dans ses frontières de 1991) était divisée en deux parties : la plus grande partie des futures Ukraine centrale et Ukraine de l'Est devint la république socialiste soviétique d'Ukraine en 1921. La capitale en était initialement Kharkiv (Kharkov), puis en 1934 Kiev.
La plus grande partie de la future Ukraine occidentale devint une partie de la Deuxième république de Pologne. Ce territoire incluait la ville de Lviv (en polonais Lwów), qui de tout temps avait été le centre des activités du nationalisme ukrainien.
Une petite partie de l'extrême ouest du futur territoire de l'Ukraine à partir de 1991 fut intégrée à la Ruthénie subcarpathique, province de la Tchécoslovaquie.

### Le Mouvement nationaliste ukrainien en Ukraine de l'ouest
Pour des raisons historiques, le mouvement nationaliste ukrainien fut plus actif dans la partie occidentale de l'Ukraine que dans la partie centrale durant l'entre-deux-guerres. À la fin de la Première Guerre mondiale, les vétérans de l'Unité des fusiliers de la Sitch créèrent l'Organisation militaire ukrainienne en 1920 pour promouvoir la création d'un état ukrainien indépendant. Son principal dirigeant était Yevhen Konovalets.

### L'organisation des nationalistes ukrainiens - L'OUN
En 1929, l'Organisation militaire ukrainienne devint l'Organisation des nationalistes ukrainiens. Le premier dirigeant fut Bohdan Kravciv. Son but déclaré était de créer un État ukrainien indépendant.
En 1940, l'OUN se scinda en deux groupes rivaux - l'un dirigé par Andry Melnyk (appelé OUN-M, ou les « Melnykivtsi »), l'autre groupe par Stepan Bandera (appelé OUN-B, ou les « Banderivtsi »). Ce dernier groupe était considéré comme plus radical que le premier.

## Prélude à la déclaration
L'OUN se rendit compte que c'était le moment de saisir l'occasion de réaliser son but : créer un état ukrainien.
Le 22 juin 1941, le Comité national ukrainien (Ukrayinsky Natsionalny Komitet ; UNK) fut créé à Cracovie avec Volodymyr Horbovy (en) comme président. Ce Comité prépara les plans de déclaration de l'indépendance par l'OUN.
Le 26 juin 1941, les forces soviétiques abandonnèrent Lviv et le bataillon ukrainien Nachtigall, dirigé par Roman Choukhevytch et allié aux Allemands, prit la ville.

## Compte rendu de la déclaration
Dans ses mémoires, Vasyl Kuk (en) écrivit :

« Le lundi 30 juin, à 6 h.p.m, à Lviv, au second étage du bâtiment Prosvita (place du marché 10) eut lieu un rassemblement de la communauté. Cette communauté qui se réunissait était composée de membres vivant à Lviv et ses environs, du clergé, des dirigeants de l'OUN, et des membres des mouvements clandestins ukrainiens. Le hall débordait de délégués.
La réunion avait été convoquée par le premier assistant du chef de l'OUN, Yaroslav Stetsko, afin de rendre hommage aux combattants ukrainiens qui avaient donné leur vie pour la lutte pour l'Ukraine. Dans un langage passionné, il évoqua la situation politique de l'Ukraine par rapport à la déclaration de guerre, remarquant que cette guerre aurait à nouveau lieu en Ukraine et que le peuple ukrainien ne pouvait pas rester les bras croisés, mais qu'il devait être actif et participer.
En ce qui concerne l'Allemagne, il déclara qu'une union avec l'Allemagne n'était possible que si l'Allemagne reconnaissait l'indépendance ukrainienne et son gouvernement. Stetsko donna lecture de la proclamation de l'indépendance ukrainienne. Ceux qui étaient présents écoutèrent cette proclamation, l'approuvèrent à l'unanimité et chantèrent l'hymne national ukrainien : Chtche ne vmerla Ukraïny. »

### Texte
« Acte de proclamation de l'État ukrainien

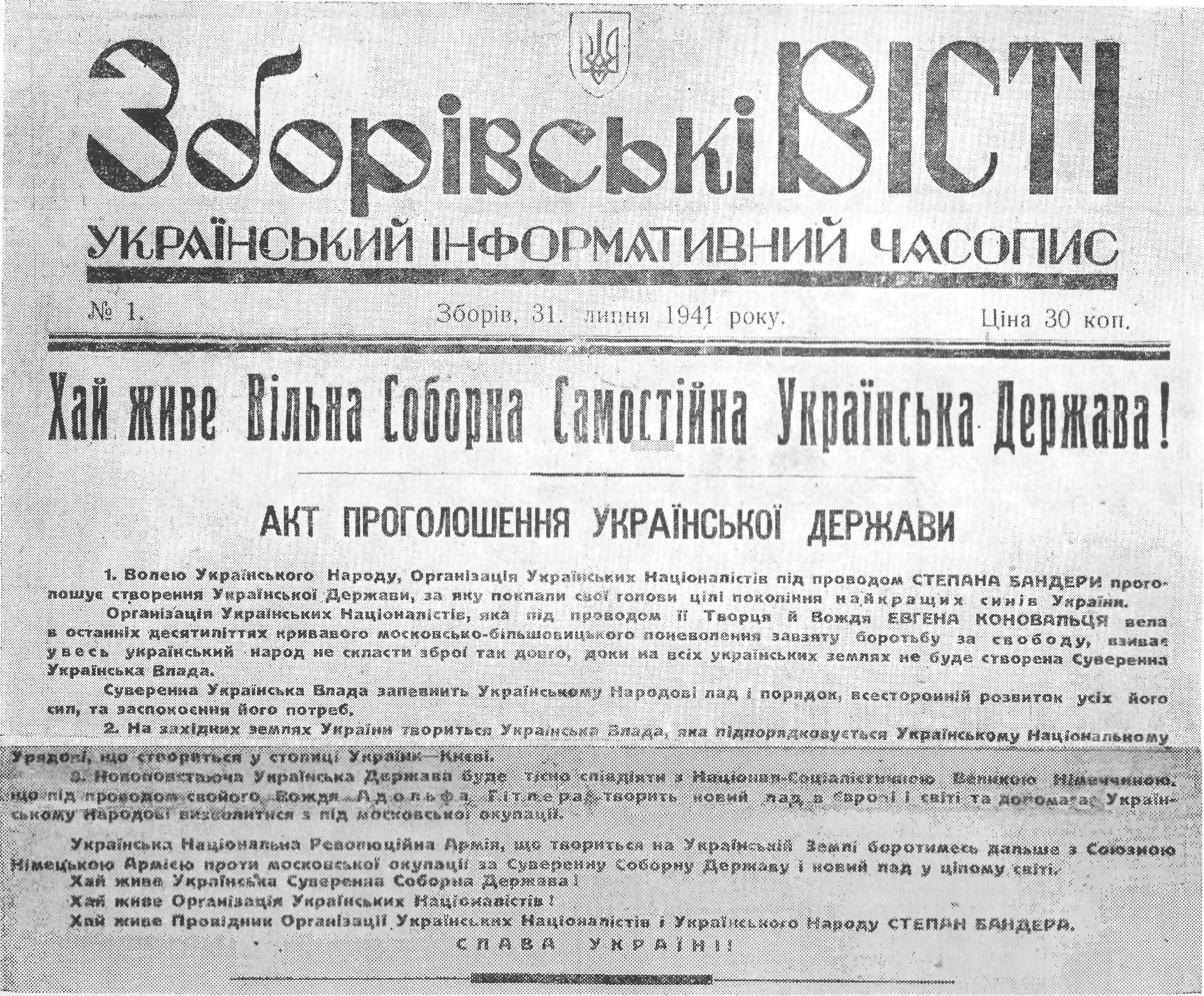
Déclaration de l'Indépendance de l'Ukraine en 1941, un mois après sa proclamation dans le premier numéro du journal de Zboriv.

1. Par la volonté du peuple ukrainien, l'Organisation des nationalistes ukrainiens, sous la direction de Stepan Bandera, proclame la formation de l'État ukrainien pour lequel sont tombés tant de générations entières des meilleurs fils de l'Ukraine.

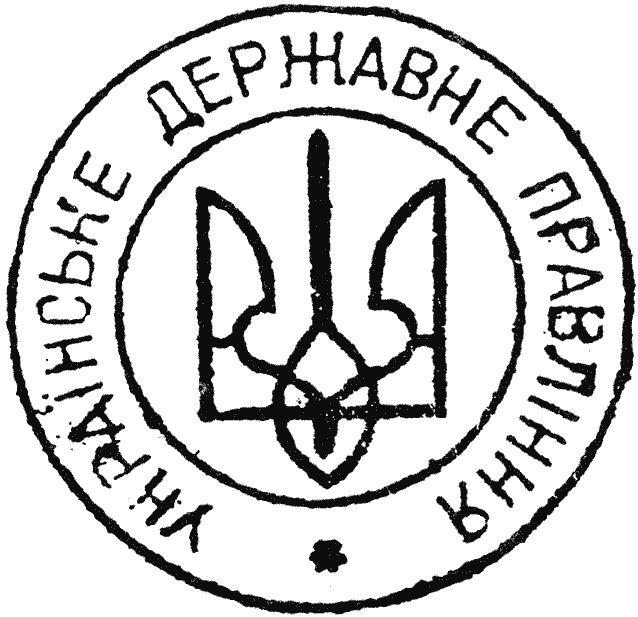
Sceau du gouvernement de l'État ukrainien (1941).

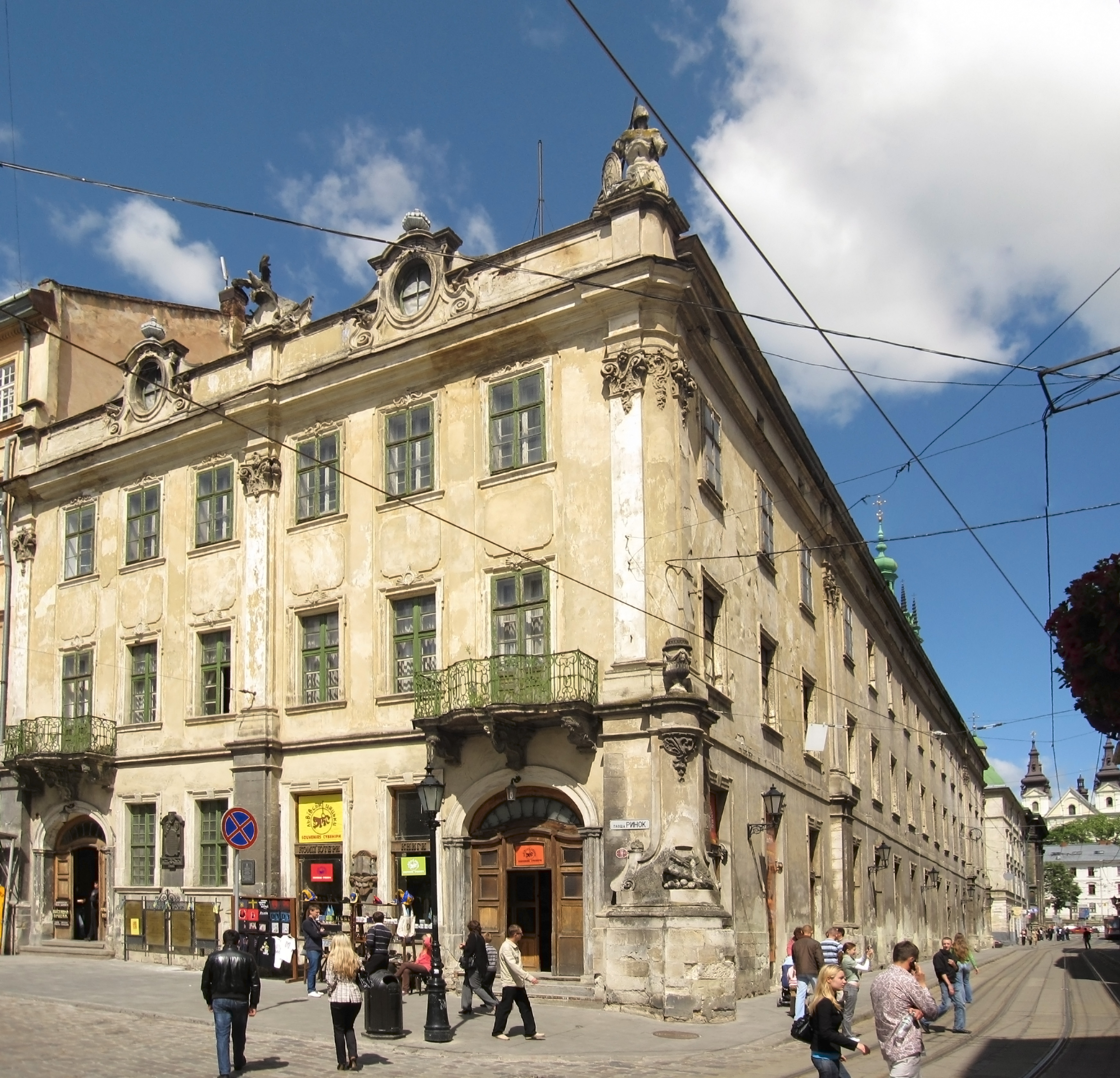
Lviv, immeuble Prosvita : lieu de la proclamation d'indépendance.

L'Organisation des nationalistes ukrainiens, qui, sous la direction de son fondateur et chef Yevhen Konovalets a entrepris, au cours des dix dernières années, une bataille sanglante pour la liberté et contre l'Union soviétique qui veut nous asservir ; cette organisation appelle tous les Ukrainiens à ne pas jeter bas les armes avant que toutes les terres ukrainiennes ne soient réunies pour former un gouvernement ukrainien souverain.
Le gouvernement ukrainien souverain garantit au peuple ukrainien le développement de toutes ses énergies et tous ses besoins.
2. Dans les terres occidentales de l'Ukraine un gouvernement ukrainien est formé, qui est subordonné au Gouvernement national ukrainien qui sera formé dans la capitale de l'Ukraine - Kiev.
3. L'État ukrainien nouvellement formé travaillera en étroite collaboration avec le national-socialisme de la Grande Allemagne, sous la direction de son chef, Adolf Hitler, qui veut créer un nouvel ordre en Europe et dans le monde et aide les ukrainiens à se libérer de l'occupation soviétique.
L'Armée révolutionnaire populaire ukrainienne, qui a été formée sur les terres ukrainiennes veut continuer à se battre avec l'armée allemande alliée contre l'occupation moscovite pour un État souverain et uni et un nouvel ordre dans le monde entier.
Vive la Souveraineté de l'Ukraine-Unie ! Vive l'Organisation des nationalistes ukrainiens ! Vive le leader de l'Organisation des nationalistes ukrainiens et le peuple ukrainien - Stepan Bandera.
GLOIRE À L'UKRAINE ! »

### Gouvernement
Après la proclamation de l'indépendance un gouvernement fut mis en place. Il était composé des politiciens de différentes tendances, aussi bien idéologiques que politiques. Voici ses membres :
- Premier ministre Yaroslav Stetsko (OUN)
- Vice-Premier ministre : Markian Panchyshyn (en) (sans affiliation politique)
- Vice-Premier ministre : Lev Rebet (en) (OUN).
- Ministre de l'Intérieur : Volodymyr Lysy (Parti Radical Socialiste)
- Vice-ministre de l'Intérieur : Interior Konstantyn Pankivsky (Parti Radical Socialiste)
- Ministre des Affaires étrangères : Volodymyr Stakhiv (OUN)
- Vice-ministre des Affaires étrangères : Oleksandr Maritchak (Parti Ukrainien National-Democratique)
- Ministre de la Défense : Vsevolod Petriv (en) (Parti Social Revolutionaire)
- Vice-ministre de la Défense : Roman Choukhevytch (OUN)
- Vice-ministre de la Défense : Oleksandr Hasyn (OUN)
- Ministre de la Sécurité de l'État : Mykola Lebed(OUN)
- Ministre de la Justice : Yulian Fedusevych (sans affiliation politique)
- Vice-ministre de la Justice : Bohdan Dzerovych (sans affiliation politique)
- Secrétaire du ministre de l'Économie : Dmytro Yatsiv (OUN)
- Secrétaire du ministre de l'Économie : Roman Ilnytsky (OUN)
- Ministre de l'Agriculture : Yevhen Khraplyvy (Parti Ukrainien National-Democratique)
- Vice-ministre de l'Agriculture : Andriy Piasetsky (Front de l'Unité nationale)
- Ministre de la Santé : Markian Panchyshyn (en) (sans affiliation politique)
- Vice-ministre de la Santé : Roman Osinchuk
- Secrétaire du ministre de la Santé : Oleksandr Barvinsky (sans affiliation politique)
- Ministre de l'Éducation : Volodymyr Radzykevych (sans affiliation politique)
- Ministre des Communications : N. Moroz (sans affiliation politique)
- Ministre de l'Information : Oleksandr Hai-Holovko (sans affiliation politique)
- Secrétaire du ministre de l'Information : Osyp Pozychaniuk (OUN)
- Secrétaire du ministre de l'Information : Yaroslav Starukh (OUN)
- Ministre de la Coordination politique : Ivan Klymiv-Lehenda (OUN)
- Directeur de l'Administration du gouvernement : Mykhailo Rosliak (Parti Radical Socialiste)

Le Conseil des anciens présidés par Kost Levytsky fut également formé à cette époque

## Réactions à la proclamation

### Réaction en Ukraine
L'acte de proclamation fut radiodiffusé par Yaroslav Stetsko à la radio de Lviv, ce qui fit croire à beaucoup qu'il était approuvé par les troupes allemandes qui avançaient. Cet acte reçut immédiatement le soutien de toute l'Église officielle ukrainienne par la voix aussi bien du Métropolite Andrey Sheptytsky de l'Église grecque-catholique ukrainienne, que de Polikarp Sikorsky Métropolite de l'Église orthodoxe autocéphale ukrainienne et de l'Évêque Hryhoriy Khomyshyn pour l'Église grecque-catholique ukrainienne.
Apparemment convaincu que le groupe de Stetsko avait eu le soutien des Allemands, le métropolite écrivit une lettre pastorale dans laquelle il exhortait les fidèles à soutenir le nouveau gouvernement proclamé « La réalisation définitive de nos objectifs nécessite avant tout l'obéissance aux ordres du gouvernement qui ne sont pas en conflit avec la loi de Dieu ».
Il ajoutait
Nous remercions l'Armée allemande victorieuse de nous avoir délivré de nos ennemis. Nous rendons nos respectueux hommages au gouvernement qui a été mis en place. Nous reconnaissons Yaroslav Stetsko comme Chef de l'Administration de l'État de l'Ukraine.
La lettre pastorale fut lue à la radio par le chapelain du Bataillon Nachtigall, le Père Hryn’okh, le matin même. Cela semble avoir enlevé tous les doutes qui persistaient dans l'esprit des Ukrainiens les plus en vue à Lviv concernant l'origine du gouvernement de Stetsko .
Les ukrainiens furent divisés à propos de cette déclaration : certains la trouvaient formidable, d'autres dangereuse, d'autres encore un peu folle.

### Réaction du gouvernement allemand
Cette déclaration d'indépendance prit les Allemands complètement par surprise et ils la prirent très mal. Les leaders du Comité alors à Cracovie, Horbovy et Stepan Bandera furent convoqués pour détruire les documents préparés. Ils refusèrent et partirent vers Lviv.
Quand les troupes nazies entrèrent à Lviv, les autorités allemandes ordonnèrent à la direction du gouvernement ukrainien de se dissoudre. Comme elle refusa, en représailles, ses dirigeants furent arrêtés et internés dans le camp de concentration d'Oranienbourg-Sachsenhausen.
Parmi ces dirigeants se trouvaient Stepan Bandera et Yaroslav Stetsko.
En décembre 1942, Hitler lui-même demanda une attitude « plus brutale » même vis-à-vis des enfants et des femmes qui soutenaient l'OUN.

### Réaction à la Déclaration après la guerre
Certains groupes ukrainiens ont minimisé la coopération initiée entre les partis nationalistes ukrainiens et les nazis. Ils ont insisté sur la manière dont les nationalistes ukrainiens ont combattu les Allemands et les Soviétiques, et à quel point la nation ukrainienne a souffert entre les mains des deux puissances ennemies. Les milices nationalistes ukrainiennes ont participé activement à la Shoah et ont persécuté des minorités ukrainiennes comme les polonais en Galicie comme l'a rappelé le Président de la Pologne. Les milices nationalistes ont également participé à la chasse aux maquis du Limousin aux côtés des forces allemandes lorsque l'avancée des troupes russes les a chassé de l'Ukraine[réf. nécessaire].

## Postérité
Le président du mémorial de Kiev, Roman Kroutsyk souligne que cet acte de restauration de la souveraineté de l'État ukrainien du 30 juin 1941, au même titre que la fondation de la première République populaire de 1918-1919 et que l'indépendance par référendum en 1991 mettaient en évidence l'absence de continuité entre l'État indépendant créé et l'ancienne république soviétique. Toutes les tentatives historiques d'indépendance du XXe siècle ont été entreprises, selon Kroutsyk, en dehors et en contrepoids de l'expérience communiste. Il considère qu'il ne suffit pas de présenter l'époque soviétique comme celle des « répressions communistes », des « répressions staliniennes », « du totalitarisme », mais de la nommer par son véritable nom : « occupation soviétique ».
Pour appuyer son discours, Kroutsyk souligne qu'entre 1919 et 1953 les Ukrainiens ethniques étaient minoritaires (36,9 %) parmi les membres du Parti communiste et absent de la direction communiste . Les « occupants » étant les Russes et les Juifs. La conception de la nation d'après Kroutsyk est très étroite et doit exclure de celle-ci tous ceux qui ont « collaboré » avec le régime soviétique.